# Prałkowska Góra
Prałkowska Góra – góra zlokalizowana w Paśmie Zaleskiej na Pogórzu Przemyskim o wysokości 356 m n.p.m. Na jej grzbiecie znajduje się fort Twierdzy Przemyśl – fort GW VII „Prałkowce”. Przez szczyt przechodzą Południowy Odcinek Czarnego Szlaku Fortecznego i Niebieski szlak turystyczny Rzeszów – Grybów. Spływają z niego Pogórski Potok, Fortowy Potok i kilka innych mniejszych cieków. Pod górą dolinę ma Prałkowski Potok.